# Deux fois 15 ans
Deux fois 15 ans (De Volta aos 15) est une série télévisée dramatique brésilienne créée par Bruna Vieira et diffusée entre le 25 février 2022 et le 21 août 2024 sur Netflix.

## Synopsis
Anita, une trentenaire qui ne vit pas la vie dont elle rêve, est accidentellement téléportée 15 ans dans le passé. Pourra-t-elle réécrire son histoire ?,

## Distribution
| Acteur               | Personnages               | Doublage             | Saisons    | Saisons    | Saisons    |
| Acteur               | Personnages               | Doublage             | 1          | 2          | 3          |
| -------------------- | ------------------------- | -------------------- | ---------- | ---------- | ---------- |
| Maisa Silva          | Anita Rocha (jeune)       | Sophie Pyronnet      | Principale | Principale | Principale |
| Camila Queiroz       | Anita Rocha (adulte)      | Audrey d'Hulstère    | Principale | Principale | Principale |
| Antônio Carrara      | Joel (jeune)              | Brieuc Lemaire       | Principal  | Principal  | Principal  |
| Gabriel Stauffer     | Joel (adulte)             | Brieuc Lemaire       | Principal  | Principal  | Principal  |
| Klara Castanho       | Carol Rocha (jeune)       | Helena Coppejans     | Principale | Principale | Principale |
| Yana Sardenberg      | Carol Rocha (adulte)      | Helena Coppejans     | Principale | Principale | Principale |
| João Guilherme       | Fabrício Azevedo (jeune)  | Alexandre Crépet     | Principal  | Principal  | Principal  |
| Bruno Montaleone     | Fabrício Azevedo (adulte) | Alexandre Crépet     | Principal  | Principal  | Principal  |
| Amanda Azevedo       | Luiza Rocha (jeune)       | Claire Tefnin        | Principale | Principale | Principale |
| Mariana Rios         | Luiza Rocha (adulte)      | Claire Tefnin        | Principale | Principale | Principale |
| Pedro Vinícius       | César Azevedo (jeune)     | Thibaut Delmotte     | Principal  | Principal  | Principal  |
| Alice Marcone        | Camila Azevedo (adulte)   | Sophie Frison        | Principale | Principale | Principale |
| Caio Cabral          | Henrique (jeune)          | Maxime Van Santfoort | Principal  | Principal  | Principal  |
| Breno Ferreira       | Henrique (adulte)         | Maxime Van Santfoort | Principal  | Principal  | Principal  |
| Lucca Picon          | Douglas Dourado (jeune)   | Olivier Prémel       | Principal  | Principal  |            |
| Rafael Coimbra       | Douglas Dourado (adulte)  | Olivier Prémel       | Principal  | Principal  |            |
| Gabriel Wiedemann    | Eduardo (jeune)           | Antoni Lo Presti     | Principal  | Principal  |            |
| Fabrício Licursi     | Eduardo (adulte)          | Antoni Lo Presti     | Principal  | Principal  |            |
| Dora Freind          | Bruna (jeune)             | Élisabeth Guinand    | Principale | Principale |            |
| Helena Miguel        | Bruna (adulte)            | Élisabeth Guinand    |            |            | Principale |
| Lucas Deluti         | Fagulha                   |                      |            | Principal  | Principal  |
| Livia La Gatto       | Treinadora Lúcia          |                      |            | Principale | Principale |
| Larissa Manoela      | Filipa (jeune)            | Sofia Abouatmane     |            |            | Principale |
| Juliana Paiva        | Filipa (adulte)           | Sofia Abouatmane     |            |            | Principale |
| Enzo Krieger         | Dom                       |                      |            |            | Principal  |
| Guilherme Prates     |                           |                      |            |            | Principal  |
| Emira Sophia         | Jessica                   |                      |            |            | Principale |
| Faíska Alves         | Whisky                    |                      |            |            | Principal  |
| Amanda Linhares      | Rafaela (Rafa)            | Carole Baillien      |            |            | Principal  |
| Bruno Gadiol         | Anderson                  |                      |            |            | Principal  |
| Luciana Braga        | Vânia Rocha               | Myriem Akheddiou     | Récurrente | Récurrente | Récurrente |
| Pedro Ottoni         | Leonardo Valente (Leo)    |                      | Récurrent  | Récurrent  |            |
| Felipe Camargo       | Antônio Rocha             | Simon Duprez         | Récurrent  | Récurrent  |            |
| Fernanda Bessan      | Fernanda                  |                      | Récurrente | Récurrente |            |
| Julia Miranda        | Emília                    |                      |            | Récurrente |            |
| Maria Laura Nogueira | Diretora Beth Rodrigues   |                      |            | Récurrente |            |
| Gregório Duvivier    |                           |                      |            |            | Récurrent  |

### Participations spéciales
| Listes des participations spéciales | Listes des participations spéciales |
| Saison 1 (2022)                     | Saison 1 (2022)                     |
| Acteurs                             | Personnages                         |
| ----------------------------------- | ----------------------------------- |
| Murilo Cezar                        | Prof. Rodrigo (Rodrigão)            |
| Saison 2 (2023)                     |                                     |
| Matheus Troiano                     | Tiago                               |
| Gabriel Milane                      | Hugo                                |
| Joe Rodrigues                       | Batata                              |
| Lipe Volpato                        | Sérgio (Serginho)                   |
| Micaela Díaz                        | Mila                                |
| João Assunção                       | Roger                               |

Adaptation
Version française
- Société de doublage : Khobalt
- Direction artistique : Marie Van Ermengem
- Adaptation des dialogues : Sophie Servais
- Enregistrement : Matthieu Viley
- Mixage audio : Julien Acquisto
- Gestion de projet : Nicolas Potemberg

## Production

### Genèse et développement
La série a été annoncée le 11 février 2021 par Maisa Silva. Dans la vidéo, Maisa apparaît comme une surprise pour ses co-stars, qui ne savaient pas qui jouerait Anita.La première saison de la série a été développée par Janaina Tokitaka et produite par Glaz Entretenimento. Klara Castanho, João Guilherme, Amanda Azevedo, Nila et Caio Cabral ont été les premiers noms confirmés dans le casting principal.
Le 21 mars 2022, la série a été officiellement renouvelée pour une deuxième saison. Victor Brandt, Amanda Jordão, Glautier Lee, Ray Tavares et Pedro Riera ont repris la salle de scénario pour la deuxième saison, remplaçant Janaina Tokitaka, Renata Kochen, Alice Marcone et Bryan Ruffo, scénaristes de la première vague d'épisodes. Maria de Médicis a pris la direction après la fin de son contrat avec TV Globo. Dora Freind, Lucas Deluti, Livia La Gatto, Julia Miranda, Maria Laura Nogueira et Lipe Volpatto ont été annoncés comme nouveaux noms dans le casting de la saison. Le 11 avril 2023, les premières images de la deuxième saison ont été publiées sur le profil Twitter de Netflix, avec la première bande-annonce publiée via le profil des protagonistes de la série, Maisa Silva et Camila Queiroz, sur Instagram. Dans le teaser, il est possible de voir les premières secondes de la saison, où Anita tente d'accéder à Floguinho, mais la page semble présenter un certain type de défaut, faisant voyager le protagoniste rapidement dans le temps et les effets de cela sont des changements. dans l'emplacement et le style de caractère.
Le 17 juillet 2023, la série a été renouvelée pour une troisième saison, accompagnée d'un teaser démontrant un changement dans l'histoire, où la protagoniste reviendra désormais en 2009, alors qu'elle était à l'université, alors qu'elle avait 18 ans,. Le 12 septembre, Netflix a confirmé la production de la troisième comme dernière saison de production et a annoncé que l'actrice Larissa Manoela serait dans le casting principal. Guilherme Prates et Enzo Krieger faisaient également officiellement partie du casting de la saison. Avec le changement de décor et d'époque, Lucca Picon, Rafael Coimbra et Pedro Ottoni se sont déconnectés des personnages.
De par sa fin, la troisième saison clôture la série, il n'y aura pas de quatrième saison, l'intrigue étant terminée.

### Tournage
Le tournage a officiellement débuté le 22 février 2021 à São Paulo. En raison de l'aggravation de la pandémie, le tournage a été suspendu et a repris le 10 mai. Le 3 juillet, les tournages extérieurs ont commencé à Bananal, à l'intérieur de São Paulo, et se sont terminés le 13 juillet de la même année. En septembre, les derniers événements extérieurs ont eu lieu à Paris, France. Le tournage de la deuxième saison a commencé en août 2022 et s'est terminé en octobre de la même année, avec des tournages externes à Bananal, à l'intérieur de São Paulo.

## Épisodes

### Première saison (2022)[15]
1. (⊙_⊙)
2. (¬_¬)
3. \_(ツ)_/ ̄
4. \o/
5. <3

### Deuxième saison (2023)[16],[17],[18]
1. o.O
2. (^o^)/
3. :P

### Troisième saison (2024)
1. D=
2. ╰( ^o^)╮╰( ^o^)╮
3. B^D
4. ERROR 404
5. (⋆ ˆ ³ ˆ)